# Borgo (film)
Pour les articles homonymes, voir Borgo (homonymie).
Pour plus de détails, voir Fiche technique et Distribution.
Borgo est un film français, réalisé par Stéphane Demoustier et sorti en 2023.
Il s'inspire d'un double assassinat qui a eu lieu à l'aéroport de Bastia en 2017, affaire dans laquelle une surveillante de prison, Cathy Sénéchal, est suspectée d'avoir eu un rôle décisif.
Le projet s'appelait Ibiza avant de prendre son nom définitif Borgo.
Le titre du film vient du centre pénitentiaire de Borgo, où le personnage principal est surveillante,,.

## Synopsis
Mélissa, jusque là surveillante au centre pénitentiaire de Fleury-Mérogis, est mutée à celui de Borgo, dans la ville éponyme, en Corse. Elle s'installe donc sur l'île, avec son mari Djibril — qui sera victime de racisme (il est noir) dans la cité où ils habitent — et leurs deux enfants. Elle est détachée à l'unité 2, où les prisonniers — tous corses — bénéficient, dans le cadre du « module de respect », d'un régime ouvert : « les portes sont ouvertes de 7 h à 18 h 30 avec une fermeture de 30 minutes à 13 h, au moment de la relève des agents de surveillance ». Elle sympathise avec certains d'entre eux, avec les risques que cela comporte, et se retrouve ainsi impliquée dans un double-meurtre pour lequel elle est suspectée de complicité. Après leur interrogatoire et la perquisition de leur appartement, le couple sera relâché, faute de preuves. La dernière scène les montre sur un bateau, dont on peut imaginer qu'il les ramène sur le continent.

## Fiche technique
- Titre : Borgo
- Réalisation : Stéphane Demoustier
- Scénario : Stéphane Demoustier, avec la collaboration de Pascal-Pierre Garbarini
- Costumes : Céline Brelaud
- Décors : Catherine Cosme
- Photographie : David Chambille
- Son : Mathieu Descamps et Francis Bernard
- Montage : Damien Maestraggi
- Musique : Philippe Sarde
- Société de production : Petit Film
- Société de distribution : Le Pacte (France)
- Pays de production :  France
- Format : couleur — 1,66:1 — son 5.1
- Genre : drame, policier
- Durée : 117 minutes
- Dates de sortie : 
  - France : 25 août 2023 (Festival du film francophone d'Angoulême)[1] ; 17 avril 2024 (sortie nationale)

## Distribution
- Hafsia Herzi : Mélissa Dahleb
- Moussa Mansaly : Djibril, le mari de Mélissa
- Michel Fau : le commissaire
- Pablo Pauly : le brigadier
- Florence Loiret Caille : la directrice de la prison
- Louis Memmi : Saveriu Pietri
- Henri-Noël Tabary : Anto
- Cédric Appietto : Joseph Marchetti
- Anthony Morganti : Pascal Rossi
- Thomas Muziotti : Scaniglia
- Lyam Touhami : Adam
- Maé Touhami : Inès

## Production
Le tournage s'est principalement déroulé à Ajaccio (Corse-du-Sud) et dans ses environs, ainsi que dans l'ancienne maison d'arrêt de Compiègne désaffectée (Oise).

## Distinctions

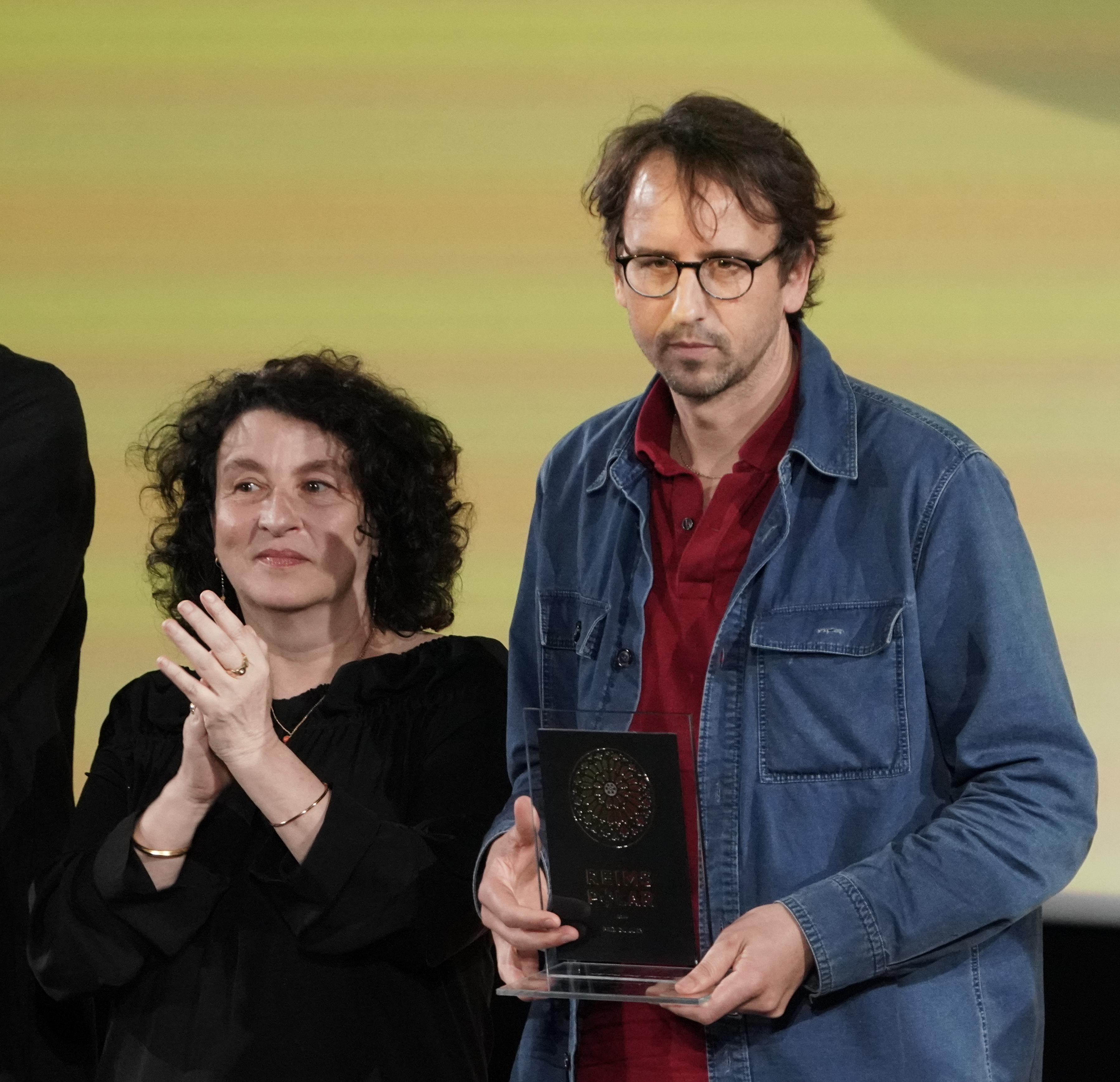
Le réalisateur recevant son prix Reims Polar et Noémie Lvovsky du jury.

### Récompenses
- Reims Polar 2024 : prix du jury[10],[11]
- César 2025 : meilleure actrice pour Hafsia Herzi

### Nomination
- César 2025 : meilleur scénario original pour Stéphane Demoustier